# Kanaat Sibir
Het kanaat Sibir (Russisch: Сибирское ханство; Sibirskoje chanstvo) ontstond rond 1425 door het uiteenvallen van het machtsgebied van de Gouden Horde, en heerste over het westen van Siberië. Het rijk was enigszins welvarend geworden door de handel met onder meer Rusland en Yuan-China, maar leed ook onder interne strubbelingen tussen de regerende Siberische Tataren, die islamitisch waren, en de overige volkeren in het rijk (Chanten, Mansen en anderen), die natuurgodsdiensten aanhingen.
Nadat in 1552 het naburige kanaat Kazan door de Russen was veroverd, vormde ook dit volk een bedreiging voor Sibir, en in 1555 werd khan Yediger schatplichtig aan Moskou. In 1563 werd hij mede daarom vermoord door Küçüm, die hem opvolgde, en in 1571 zegde khan Küçüm de schatplicht op. In de volgende jaren werd hij nog brutaler in zijn verzet tegen de Russen.
In 1581 trok de kozak Jermak vanuit Rusland het kanaat binnen, en het volgende jaar werd de hoofdstad Isker ingenomen tijdens de Slag bij de Tsjoevasjkaap. Küçüm-getrouwen trachtten het gebied nog terug te winnen, maar enkele jaren later was het gebied stevig in Russische handen.